# Cantón El Guabo
El Guabo es un cantón de la Provincia de El Oro en Ecuador. Su cabecera cantonal es la ciudad de El Guabo. Su población en el censo de 2010 es de 50 009 habitantes. La fecha de cantonización de El Guabo fue el 7 de septiembre de 1978. El alcalde actual para el período 2019-2023 es el Prof. Hitler Álvarez Bejarano.

## Ubicación geográfica
El Guabo se encuentra al noroeste de la provincia de El Oro, tiene una superficie de 498 km², a una distancia de 18 km de Machala la capital de la provincia.
Limita al norte con Tenguel, parroquia de Guayaquil, al sur con los cantones Machala y Pasaje, al este con Camilo Ponce Enríquez de la provincia del Azuay y Pasaje, y al oeste con el Océano Pacífico, Golfo de Guayaquil.
El cantón se encuentra en la región Costa, con un clima húmedo tropical, el cultivo más importante es el banano para exportación.

## División política
El Guabo se divide en cinco parroquias (1 urbana y 4 rurales):

### Parroquia urbana
- El Guabo (cabecera cantonal)

### Parroquias rurales
- Barbones (Sucre)
- La Iberia
- Río Bonito
- Tendales (cabecera parroquial en Puerto Tendales)